# Kościół Najświętszego Serca Pana Jezusa w Krakowie (Lubocza)
Kościół Najświętszego Serca Pana Jezusa – kościół rzymskokatolicki znajdujący się w Krakowie, w dzielnicy XVII Wzgórza Krzesławickie przy ul. Niewielkiej 1a, w Luboczy.
W roku 1928 w Luboczy ss. Norbertanki zwierzynieckie (dawne właścicielki wsi) utworzyły ochronkę dla dzieci. W 1931 roku została otwarta kaplica z prawem przechowywania Najświętszego Sakramentu. Odtąd dwa razy w tygodniu kapłan z Pleszowa przyjeżdżał tutaj odprawiać mszę.
W latach 1975-76, przeniesiono przedszkole do budynku nowej szkoły i dzięki temu możliwe było poszerzenie kaplicy poprzez zaadaptowanie opuszczonych pomieszczeń do celów sakralnych. Potem dobudowano wejście główne i schody od strony ul. Lubockiej.
W dniu 12 listopada 1985 roku ks. kardynał Franciszek Macharski erygował parafię Najświętszego Serca Pana Jezusa w Krakowie Luboczy a kaplica ss. Norbertanek stała się kościołem parafialnym. Obiekty zostały następnie wykupione od sióstr przez parafię. Jesienią 2005 roku została zbudowana na placu kościelnym grota Matki Bożej z Lourdes, przy której wierni modlą się podczas nabożeństw majowych.
16 grudnia 2005 roku ks. arcybiskup Stanisław Dziwisz poświęcił kościół.

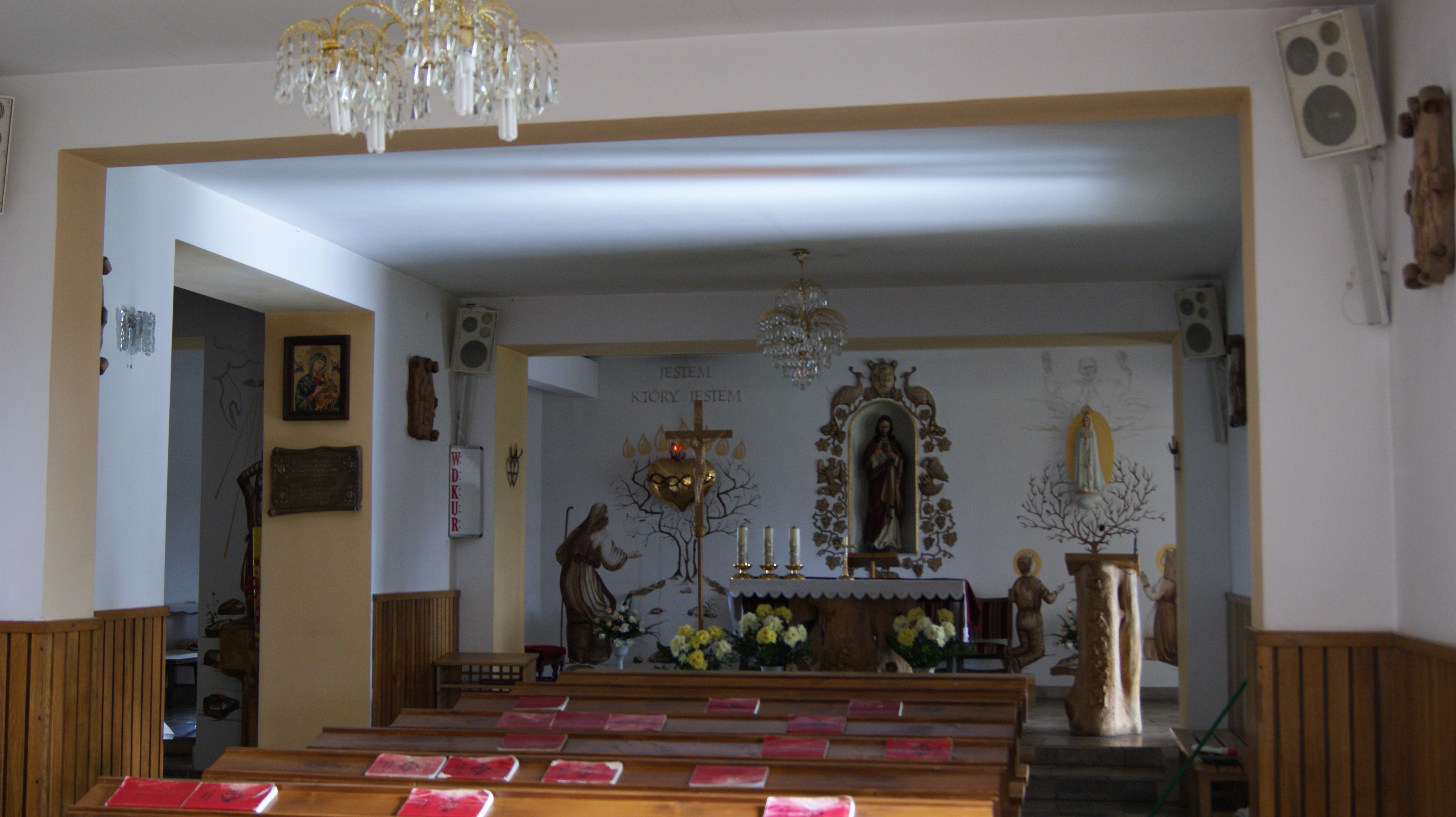
Wnętrze kościoła